# Апленд (Індіана)
Апленд (англ. Upland) — місто (англ. town) в США, в окрузі Грант штату Індіана. Населення — 3821 особа (2020).

## Географія
Апленд розташований за координатами 40°27′46″ пн. ш. 85°30′4″ зх. д. / 40.46278° пн. ш. 85.50111° зх. д. (40.462848, -85.500987).  За даними Бюро перепису населення США в 2010 році місто мало площу 8,16 км², з яких 8,13 км² — суходіл та 0,03 км² — водойми.

## Демографія
Згідно з переписом 2010 року, у місті мешкало 3845 осіб у 872 домогосподарствах у складі 589 родин. Густота населення становила 471 особа/км².  Було 949 помешкань (116/км²).
Расовий склад населення:
| - 94,6 % — білих - 1,6 % — чорних або афроамериканців - 1,2 % — азіатів - 0,2 % — корінних американців - 0,1 % — вихідців з тихоокеанських островів |

До двох чи більше рас належало 1,5 %. Частка іспаномовних становила 2,3 % від усіх жителів.
За віковим діапазоном населення розподілялося таким чином: 14,1 % — особи молодші 18 років, 76,4 % — особи у віці 18—64 років, 9,5 % — особи у віці 65 років та старші. Медіана віку мешканця становила 21,8 року. На 100 осіб жіночої статі у місті припадало 91,2 чоловіків;  на 100 жінок у віці від 18 років та старших — 87,8 чоловіків також старших 18 років.
Середній дохід на одне домашнє господарство  становив 68 989 доларів США (медіана — 52 344), а середній дохід на одну сім'ю — 83 293 долари (медіана — 63 920). Медіана доходів становила 45 625 доларів для чоловіків та 31 728 доларів для жінок. За межею бідності перебувало 16,3 % осіб, у тому числі 18,6 % дітей у віці до 18 років та 1,2 % осіб у віці 65 років та старших.
Цивільне працевлаштоване населення становило 1905 осіб. Основні галузі зайнятості: освіта, охорона здоров'я та соціальна допомога — 58,7 %, роздрібна торгівля — 7,5 %, мистецтво, розваги та відпочинок — 7,3 %.